# 泛航航空
泛航航空（英語：Transavia，IATA代碼：HV, ICAO代碼：TRA, 呼号：TRANSAVIA，注册名称 Transavia Airlines C.V. 又称为 transavia.com），是一家在荷兰注册的低成本航空公司，为法荷航集團的一家全资子公司。主要基地机场是阿姆斯特丹史基浦机场、埃因霍温机场、格罗宁根机场、马斯特里赫特亚琛机场、鹿特丹海牙机场。法国泛航航空为它的子公司。

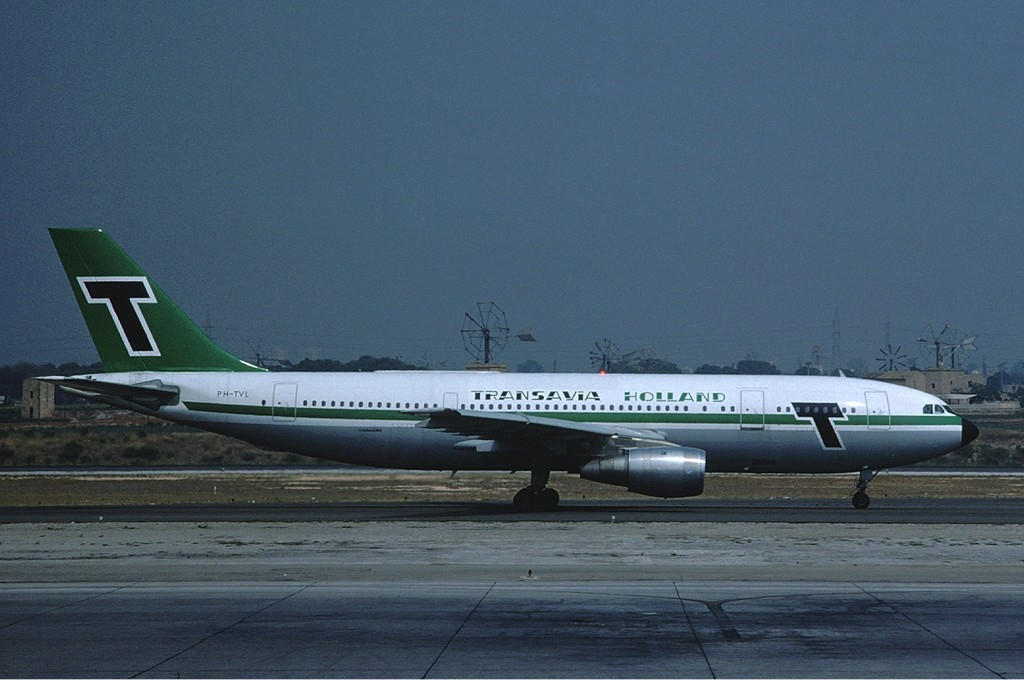
泛航航空空中客车A300（攝於1976年）

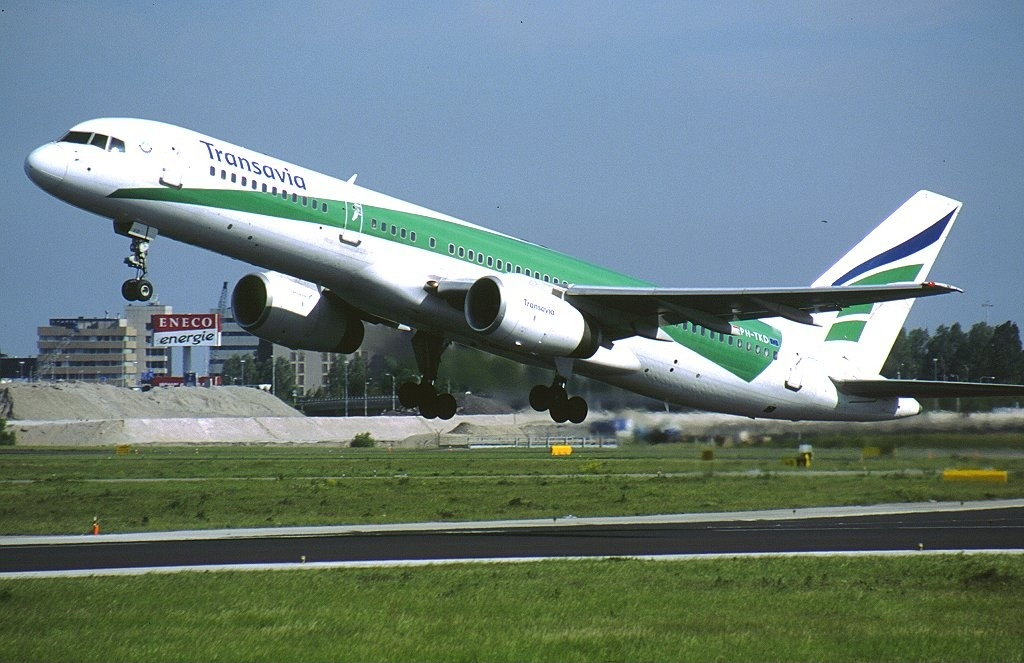
泛航航空波音757-200（攝於2001年）

## 目的地

### 非洲
- 圣维森特岛 – 切萨里亚·埃沃拉机场
- Sal（英语：Sal） – Amílcar Cabral Airport

- 班竹 – 班珠尔国际机场

 摩洛哥
- 阿加迪尔 – Al Massira Airport（英语：Agadir–Al Massira Airport）
- 卡萨布兰卡 – 穆罕默德五世国际机场
- 马拉喀什 – 马拉喀什－迈纳拉国际机场

 突尼西亞
- 莫纳斯提尔 – 莫纳斯提尔哈比卜·布尔吉巴国际机场

### 亚洲
賽普勒斯
- 拉纳卡 – 拉纳卡国际机场
- 帕福斯 – 帕福斯国际机场

 以色列
- 特拉维夫 – 本-古里安国际机场

 土耳其
- 安塔利亚 – 安塔利亚机场
- 博德鲁姆 – Milas–Bodrum Airport（英语：Milas–Bodrum Airport）
- 伊斯坦堡 – 萨比哈·格克琴国际机场
- 伊兹密尔 – 阿德南·曼德列斯机场

 阿联酋
- 杜拜 – 迪拜国际机场

### 欧洲
奥地利
- 因斯布鲁克 – 因斯布魯克機場
- 萨尔茨堡 – 萨尔茨堡沃尔夫冈·阿马多伊斯·莫扎特机场
- 維也納 – 維也納國際機場

 保加利亚
- 布爾加斯 – 布尔加斯机场

- 斯普利特 – 斯普利特机场

 丹麦
- 哥本哈根 – 哥本哈根凯斯楚普机场

 法國
- 贝尔热拉克 – Bergerac Dordogne Périgord Airport（英语：Bergerac Dordogne Périgord Airport）
- 蒙彼利埃 – 蒙佩利尔地中海国际机场
- 尼斯 – 尼斯蓝色海岸机场
- 土伦 – Toulon–Hyères Airport（英语：Toulon–Hyères Airport）

 德国
- 柏林 – 柏林-泰格尔奥托·利林塔尔机场
- 腓特烈港 – 腓特烈港机场（季节性航班）

 希腊
- 雅典 – 雅典埃莱夫塞里奥斯·韦尼泽洛斯国际机场
- 凯法利尼亚岛 – Cephalonia International Airport（英语：Cephalonia International Airport）
- 哈尼亚 – 哈尼亞揚尼斯·達斯卡洛伊安尼斯國際機場
- 希俄斯 – Chios Island National Airport（英语：Chios Island National Airport）
- 伊拉克利翁 – 伊拉克利翁尼科斯·卡赞察基斯国际机场
- 卡拉马塔 – Kalamata International Airport（英语：Kalamata International Airport）
- 科斯岛 – Kos Island International Airport（英语：Kos Island International Airport）
- 米蒂利尼 – Mytilene International Airport（英语：Mytilene International Airport）
- 米科诺斯岛 – Mykonos Island National Airport（英语：Mykonos Island National Airport）
- 普雷韋扎/莱夫卡斯 – 亚克兴机场（英语：Aktion National Airport）
- 罗得岛 – 罗得岛迪亚戈拉斯国际机场
- 圣托里尼 – 圣托里尼机场
- 塞萨洛尼基 – 塞萨洛尼基马其顿国际机场
- 扎金索斯 – 扎金索斯国际机场（英语：Zakynthos International Airport）

 匈牙利
- 布达佩斯 – 布達佩斯李斯特·費倫茨國際機場

 義大利
- 巴里 – 巴里嘉祿·沃伊蒂瓦機場
- 博洛尼亚 – 波隆納機場
- 卡塔尼亞 – Fontanarossa Airport
- 拉梅齊亞泰爾梅 – Lamezia Terme International Airport（英语：Lamezia Terme International Airport）
- 那不勒斯 – 那不勒斯國際機場
- 奧爾比亞 – Costa Smeralda Airport（英语：Olbia Costa Smeralda Airport）
- 巴勒莫 – Falcone–Borsellino Airport（英语：Falcone–Borsellino Airport）
- 比萨 – 比萨-圣朱斯托机场
- 罗马 – 羅馬-菲烏米奇諾機場
- 都灵 – 都灵机场
- 威尼斯 – 威尼斯-泰塞拉机场
- 维罗纳 – 维罗纳维拉弗兰卡机场

 馬爾他
- 马耳他 – 馬耳他國際機場

 荷蘭
- 阿姆斯特丹 – 阿姆斯特丹史基浦機場（基地）
- 埃因霍温 – 埃因霍温机场 （基地）
- 格罗宁根 – 格罗宁根机场 （基地）
- 马斯特里赫特 – 马斯特里赫特亚琛机场（基地）
- 鹿特丹 – 鹿特丹海牙机场（基地）

 葡萄牙
- 法鲁 – 法鲁机场
- 丰沙尔 – 馬德拉機場
- 里斯本 – 里斯本机场
- 波爾圖 – 费尔南多·萨·卡内罗机场

 西班牙
- 阿利坎特 – 阿利坎特-埃尔切机场
- 巴塞罗那 – 巴塞罗那机场
- 富埃特文图拉岛 – 富埃特文图拉机场
- 赫罗纳 – 赫羅納－布拉瓦海岸機場
- 大加那利岛 – 大加那利机场
- 伊维萨岛 – 伊维萨机场
- 拉帕爾馬島 – 拉帕尔马机场
- 兰萨罗特岛 – 兰萨罗特机场
- 马德里 – 马德里-巴拉哈斯机场
- 马拉加 – 马拉加机场
- 帕爾馬 (西班牙) – 马略卡岛帕尔马机场
- 塞维利亚 – 塞维利亚机场
- 特内里费岛 – 特内里费南部机场
- 巴倫西亞 – 瓦伦西亚机场

## 机队

### 现役机队

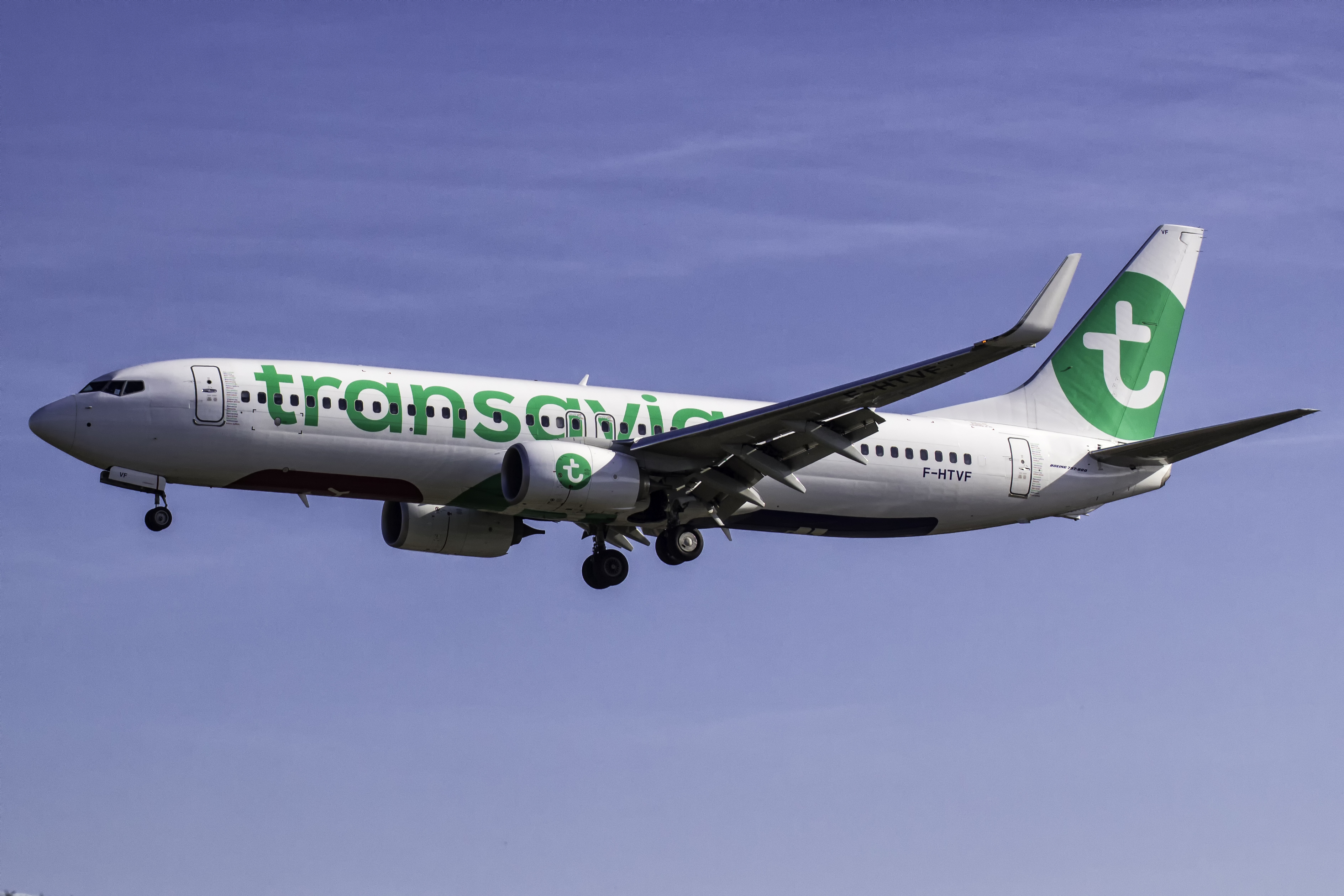
泛航航空波音737-800

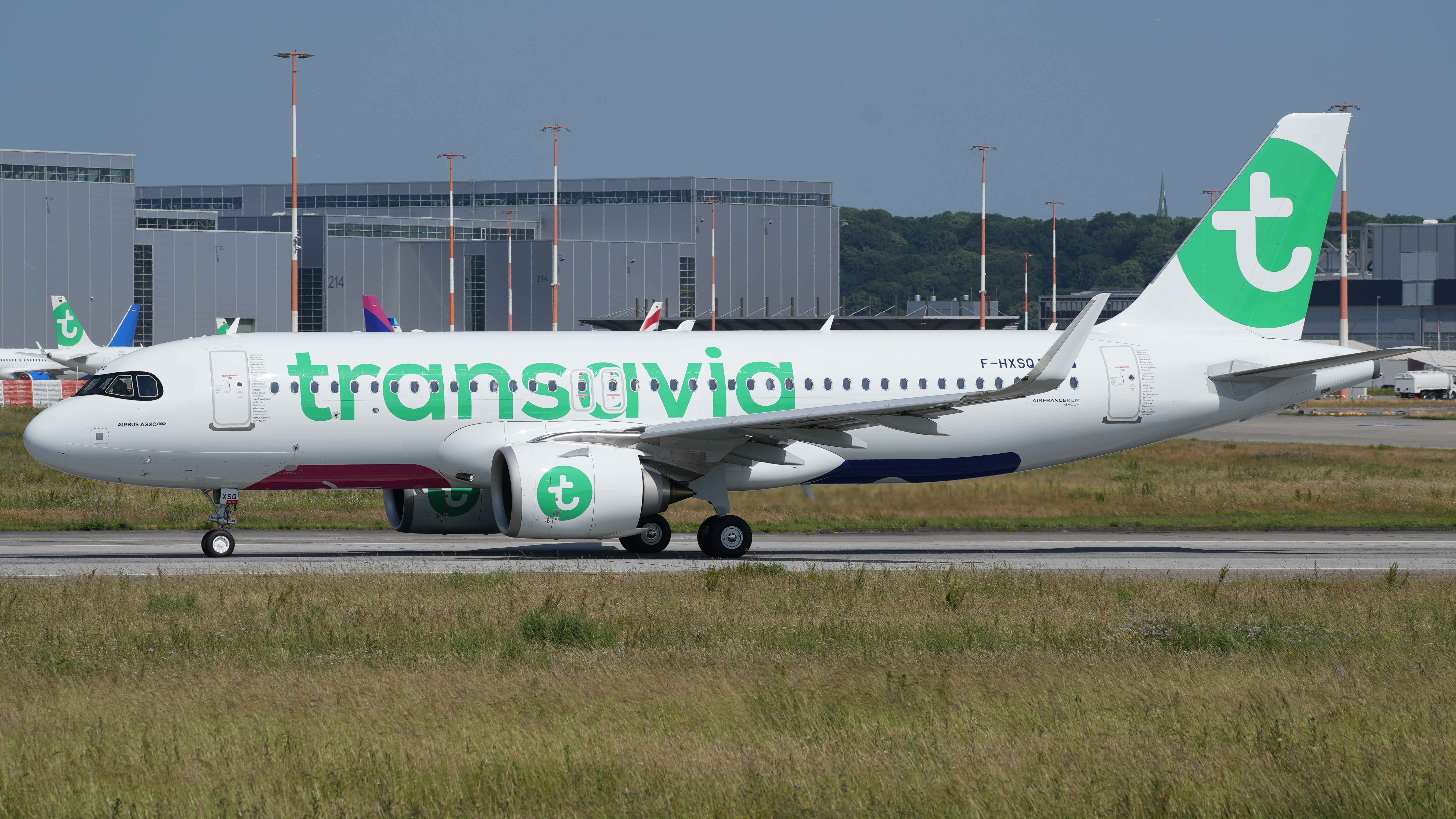
泛航航空空中巴士A320neo

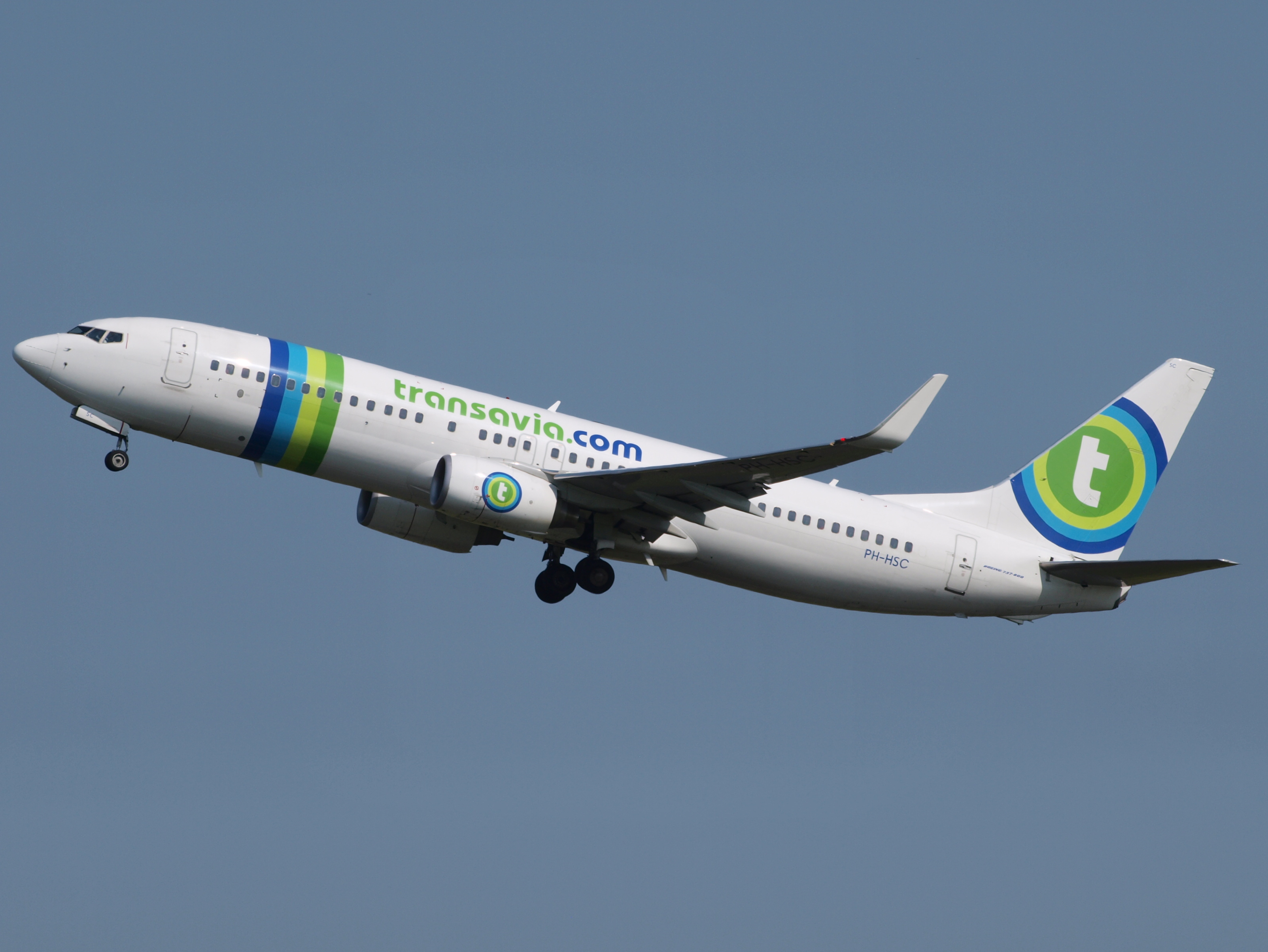
泛航航空一架仍為旧涂装的波音737-800客機

截止至2025年7月，泛航航空（包含子公司泛航法國航空）机队如下：

### 已退役机队
泛航航空运营过以下机型:

## 事故
泛航航空未发生过任何造成人员伤亡的事故。不过在2012年9月，一位泛航航空的机长因为副驾驶员在驾驶舱内睡着了而被锁在了驾驶舱外面，但是最后机组成员还是将睡着的副驾驶员叫醒了。